# 남윤재 (2001년생 축구 선수)
남윤재(한국 한자: 南尹在, 2001년 4월 14일 ~ )는 대한민국의 축구 선수로, 포지션은 수비수이다.